# Parvoscincus beyeri
Espèce
Synonymes
- Sphenomorphus beyeri Taylor, 1922

Statut de conservation UICN

 NT  : Quasi menacé
Parvoscincus beyeri est une espèce de sauriens de la famille des Scincidae.

## Répartition

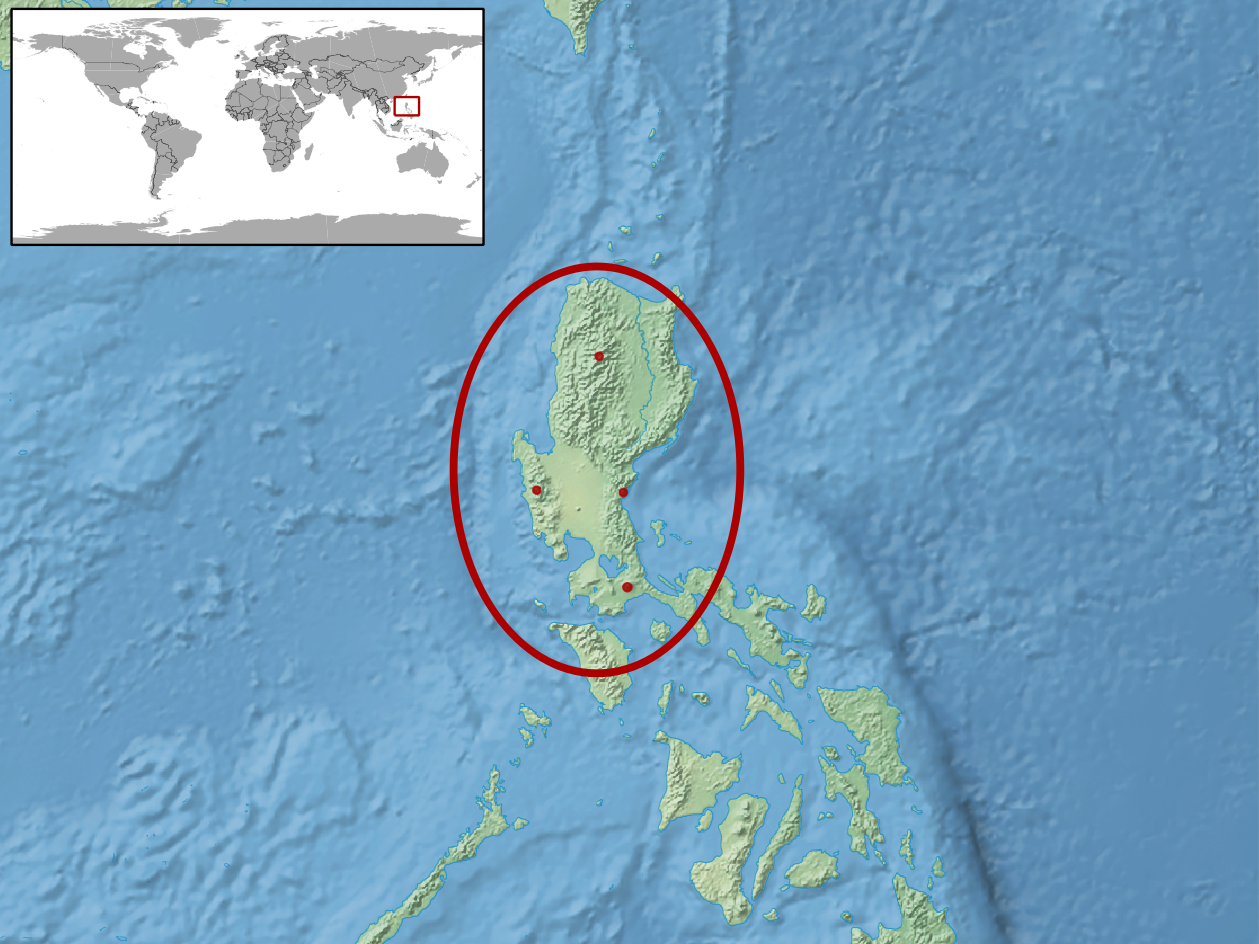
Répartition de l'espèce.

Cette espèce est endémique de l'île de Luçon aux Philippines.

## Étymologie
Cette espèce est nommée en l'honneur de l'anthropologue américain Henry Otley Beyer, spécialiste des Philippines (1883–1966).

## Publication originale
- Taylor, 1922 : Additions to the herpetological fauna of the Philippine Islands, II. The Philippine journal of science, vol. 21, p. 257-303 (texte intégral).